# 지장보살본원경 권하
지장보살본원경 권하(地藏菩薩本願經 卷下)는 충청북도 청주시 흥덕구 청주고인쇄박물관에 있는 고려시대(1340년)의 불경이다. 2020년 3월 6일 충청북도의 유형문화재 제400호로 지정되었다.

## 지정 사유
지장보살((地藏菩薩)이 중생을 교화하고 죄를 짓고 지옥에서 고통 받는 중생들까지도 평등하게 구제하고자 하는 큰 뜻을 세운 경전으로 상ㆍ중ㆍ하권으로 구성되어 있으며 '지장경', '지장본원경'이라고 부른다.
1340년에 계룡산 동학사에서 부모의 명복을 빌기 위하여 간행되었다. 현재까지 발견된 가장 오래된 목판본으로 간행시기, 간행처, 간행배경을 비롯 글쓴이와 각자(刻者) 등을 자세히 살필 수 있어 고려시대 불교사와 인쇄문화를 알 수 있는 소중한 자료이다.

## 같이 보기
- 지장보살본원경

## 참고 문헌
- 지장보살본원경 권하 - 국가유산청 국가유산포털